# E401
E401 eller Europaväg 401 är en 200 kilometer lång europaväg som går mellan Saint-Brieuc och Caen i Frankrike.

## Sträckning
Saint-Brieuc - Dinan - Avranches - Caen

## Standard
E401 är motorväg (A84) en ganska stor del av sträckan, resten landsväg/fyrfältsväg.

## Anslutningar
- E50
- E3
- E46